# Posztindusztriális zene
A posztindusztriális zene (angolul post-industrial) az indusztriális zenei stílusokból kialakult kísérleti (experimental) jellegű zenéket takarja, amelyek nagyrészt a nyolcvanas évek közepén, illetve a kilencvenes évek elején alakultak ki. A post-industrial színtér nem teljesen egységes, sőt, egymástól igen eltérő stílusú zenék tartoznak hozzá (a klasszikus hangszereken előadott, gyakorlatilag kortárs komolyzenének is nevezhető zenéktől kezdve az atmoszferikus, minimalista elektronikus zenéken át egészen a legkeményebb zaj-zenékig), de igen gyakori ezen stílusok közötti keveredés, fúzió.

## Alműfajok
- Martial industrial
- Dark ambient
- Neofolk
- Neoklasszikus dark wave
- Power electronics
- Harsh noise